# Monte Paschi Eroica 2007
La 1.ª edición del Strade Bianche (llamada oficialmente: Monte Paschi Eroica) se realizó el 9 de octubre de 2007, sobre una distancia de 180 km con inicio en la localidad de Gaiole in Chianti y final en la ciudad de Siena en Italia.
La carrera formó parte del UCI Europe Tour 2006-2007 bajo la categoría 1.1 y fue ganada por el ciclista ruso Aleksandr Kolobnev del CSC.

## Equipos participantes
Tomaron parte en la carrera 14 equipos, de los cuales 5 fueron de categoría Profesional Continental y 9 de categoría Continental . Los equipos participantes fueron:
| ProTeams (5)- CSC - Saunier Duval-Prodir - Liquigas - Lampre-Fondital - Team Milram Equipos continentales profesionales (9)- Ceramica Flaminia - LPR - Tenax-Menikini - Tinkoff Credit Systems - Acqua & Sapone-Caffè Mokambo - Barloworld - Ceramica Panaria-Navigare - Serramenti PVC Diquigiovanni - OTC Doors-Lauretana |
| |

## Clasificación final
Las clasificaciones finalizaron de la siguiente forma:
| \| Clasificación general \| Clasificación general \| Clasificación general \| Clasificación general \| Clasificación general \| \| Ciclista \| Ciclista \| Equipo \| Tiempo \| \| \| --------------------- \| ------------------------ \| ------------------------------ \| --------------------- \| --------------------- \| \| 1.º \| Aleksandr Kolobnev \| CSC \| 4 h 42 min 10 s \| \| \| 2.º \| Marcus Ljungqvist \| CSC \| + 3 s \| \| \| 3.º \| Mijailo Jalilov \| Ceramica Flaminia \| + 39 s \| \| \| 4.º \| Manuele Mori \| Saunier Duval-Prodir \| + 39 s \| \| \| 5.º \| José Enrique Gutiérrez \| LPR \| + 45 s \| \| \| 6.º \| José Alberto Benítez \| Saunier Duval-Prodir \| + 55 s \| \| \| 7.º \| Jure Golčer \| Tenax-Menikini \| + 58 s \| \| \| 8.º \| Ricardo Serrano González \| Tinkoff Credit Systems \| + 3 min 51 s \| \| \| 9.º \| Giairo Ermeti \| Tenax-Menikini \| + 4 min 20 s \| \| \| 10.º \| Manuele Spadi \| Ceramica Flaminia \| + 4 min 22 s \| \| \| 11.º \| Simone Masciarelli \| Acqua & Sapone - Caffè Mokambo \| + 4 min 25 s \| \| \| 12.º \| Gilberto Simoni \| Saunier Duval-Prodir \| + 6 min 02 s \| \| \| 13.º \| Filippo Pozzato \| Liquigas \| + 6 min 46 s \| \| \| 14.º \| Jesús del Nero \| Saunier Duval-Prodir \| + 6 min 46 s \| \| \| 15.º \| Kurt Asle Arvesen \| CSC \| + 6 min 46 s \| \| \| 16.º \| Alessandro Ballan \| Lampre-Fondital \| + 6 min 46 s \| \| \| 17.º \| Miculà Dematteis \| Tenax-Menikini \| + 6 min 46 s \| \| \| 18.º \| Hugo Sabido \| Barloworld \| + 6 min 46 s \| \| \| 19.º \| Riccardo Chiarini \| LPR \| + 6 min 46 s \| \| \| 20.º \| Moisés Aldape \| Ceramica Panaria-Navigare \| + 6 min 46 s \| \| |                          |                                |                 |
| |                          |                                |                 |
| |                          |                                |                 |
| Clasificación general |                          |                                |                 |
| Ciclista | Ciclista                 | Equipo                         | Tiempo          |
| 1.º | Aleksandr Kolobnev       | CSC                            | 4 h 42 min 10 s |
| 2.º | Marcus Ljungqvist        | CSC                            | + 3 s           |
| 3.º | Mijailo Jalilov          | Ceramica Flaminia              | + 39 s          |
| 4.º | Manuele Mori             | Saunier Duval-Prodir           | + 39 s          |
| 5.º | José Enrique Gutiérrez   | LPR                            | + 45 s          |
| 6.º | José Alberto Benítez     | Saunier Duval-Prodir           | + 55 s          |
| 7.º | Jure Golčer              | Tenax-Menikini                 | + 58 s          |
| 8.º | Ricardo Serrano González | Tinkoff Credit Systems         | + 3 min 51 s    |
| 9.º | Giairo Ermeti            | Tenax-Menikini                 | + 4 min 20 s    |
| 10.º | Manuele Spadi            | Ceramica Flaminia              | + 4 min 22 s    |
| 11.º | Simone Masciarelli       | Acqua & Sapone - Caffè Mokambo | + 4 min 25 s    |
| 12.º | Gilberto Simoni          | Saunier Duval-Prodir           | + 6 min 02 s    |
| 13.º | Filippo Pozzato          | Liquigas                       | + 6 min 46 s    |
| 14.º | Jesús del Nero           | Saunier Duval-Prodir           | + 6 min 46 s    |
| 15.º | Kurt Asle Arvesen        | CSC                            | + 6 min 46 s    |
| 16.º | Alessandro Ballan        | Lampre-Fondital                | + 6 min 46 s    |
| 17.º | Miculà Dematteis         | Tenax-Menikini                 | + 6 min 46 s    |
| 18.º | Hugo Sabido              | Barloworld                     | + 6 min 46 s    |
| 19.º | Riccardo Chiarini        | LPR                            | + 6 min 46 s    |
| 20.º | Moisés Aldape            | Ceramica Panaria-Navigare      | + 6 min 46 s    |